# Max Bentley
Maxwell Herbert Lloyd „Max“ Bentley (* 1. März 1920 in Delisle, Saskatchewan; † 19. Januar 1984 in Saskatoon, Saskatchewan) war ein kanadischer Eishockeyspieler, der von 1940 bis 1954 für die Chicago Black Hawks, Toronto Maple Leafs und New York Rangers in der National Hockey League spielte.

## Karriere
Max Bentleys leben war von Krankheiten gezeichnet. Von echten und von eingebildeten. Als er Anfang 1940 in Montreal vorspielte, stellte der Arzt einen Herzfehler fest und meinte, er würde als Leistungssportler kein Jahr überleben. Nach kurzer Pause bevorzugte Max beim Eishockey zu sterben als ohne zu leben. Sein älterer Bruder Doug holten ihn zu sich nach Chicago. Gemeinsam mit Bill Mosienko waren Max und Doug Bentley die "Pony Line". Der kleine quirlige Max war einer der technisch versiertesten Spieler, die es in der NHL gab. Kein anderer Spieler wurde häufiger als Beispiel genannt, als man Vergleiche für den jungen Wayne Gretzky suchte. 1947 wurde Bentley, gemeinsam mit Cy Thomas, im Rahmen eines Spielertauschgeschäftes gegen die fünf Spieler Bud Poile, Bob Goldham, Gaye Stewart, Gus Bodnar und Ernie Dickens nach Toronto verkauft. Dieses Tauschgeschäft gilt noch heute als einer der größten Fehler der Chicago Blackhawks. Mit den Toronto Maple Leafs gewann er dann dreimal den Stanley Cup. Auch in Toronto galt er als Hypochonder, doch je schlechter Max sich fühlte, umso besser spielte er.
1966 wurde er mit der Aufnahme in die Hockey Hall of Fame geehrt.

## Sportliche Erfolge
- Stanley Cup: 1948, 1949 und 1951

### Persönliche Auszeichnungen
- NHL First All-Star Team: 1946
- NHL Second All-Star Team: 1947
- Hart Memorial Trophy: 1946
- Lady Byng Memorial Trophy: 1943
- Topscorer der NHL: 1946 und 1947 (ab 1948 wurde hierfür die Art Ross Trophy vergeben)

## Rekorde
- 4 Tore in einem Drittel (28. Januar 1943; Black Hawks – Rangers 10:1) gemeinsam mit 10 anderen Spielern.